# Стшижовски окръг
Стшижовски окръг (на полски: Powiat strzyżowski) е окръг в Югоизточна Полша, Подкарпатско войводство. Заема площ от 503,47 км2.
Административен център е град Стшижов.

## География
Окръгът се намира в историческия регион Малополша. Разположен е в западната част на войводството.

## Население
Населението на окръга възлиза на 62 318 души (2012 г.). Гъстотата е 124 души/км2.

## Административно деление
Административно окръгът е разделен на 5 общини.
Градско-селска община:
- Община Стшижов

Селски общини:
- Община Вишньова
- Община Небилец
- Община Фрищак
- Община Чудец

## Фотогалерия
- Стшижов
- Фрищак